# Don McKenney
Donald Hamilton McKenney (Smiths Falls, 30 aprile 1934 – 19 dicembre 2022) è stato un hockeista su ghiaccio canadese che nel corso della carriera militò nella National Hockey League.

## Carriera
McKenney iniziò a giocare a hockey a livello giovanile dal 1950 fino al 1953 nella Ontario Hockey Association per i Barrie Flyers, formazione capace di vincere la Memorial Cup del 1953. Al termine di quella stagione entrò nel mondo professionistico militando per una stagione in American Hockey League con la maglia degli Hershey Bears, per poi essere promosso un anno più tardi in NHL con i Boston Bruins, allora franchigia di riferimento per la squadra di Hershey.
Rimase a Boston per otto stagioni e mezza rivelandosi un giocatore corretto ma al tempo stesso capace di segnare; superò quasi sempre la quota di 20 reti messe a segno durante la stagione regolare, mentre nella stagione 1959-1960 fu il miglior assistman della lega con 49 assist in 70 partite. Quello stesso anno conquistò il Lady Byng Memorial Trophy, un riconoscimento per il suo stile di gioco dimostrato negli anni. Venne scelto per prendere parte a sette edizioni della NHL All-Star Game e nel 1961 divenne il capitano della franchigia.
Nella primavera del 1963 McKenney passò ai New York Rangers, ma vi rimase solo per un anno prima di un altro scambio di giocatori che lo vide trasferirsi ai Toronto Maple Leafs. Giunto alla fine della stagione 1963-64 prese parte ai playoff della Stanley Cup che videro trionfare i Leafs contro i Detroit Red Wings. In seguito giocò per due stagioni proprio nell'organizzazione dei Red Wings, tuttavia giocò maggiormente in AHL presso la formazione affiliata dei Pittsburgh Hornets, vincitori della Calder Cup del 1967.
Al termine di quella stagione, rimasto senza squadra, McKenney venne selezionato in occasione dell'NHL Expansion Draft dai St. Louis Blues, una delle sei nuove franchigie iscritte alla NHL. Quella fu la sua ultima esperienza in NHL, infatti concluse la propria carriera nel 1970 dopo due stagioni in AHL con i Providence Reds.

## Palmarès

### Club
- Stanley Cup: 1

Toronto: 1963-1964
- Calder Cup: 1

Pittsburgh: 1966-1967
- Memorial Cup: 1

Barrie: 1953

### Individuale
- Lady Byng Memorial Trophy: 1

1959-1960
- NHL All-Star Game: 7

1957, 1958, 1959, 1960, 1961, 1962, 1964